# معمارية الحاسوب

تصوير نموذجي لمعمارية الحاسب على شكل تسلسل من الطبقات التجريدية.

.

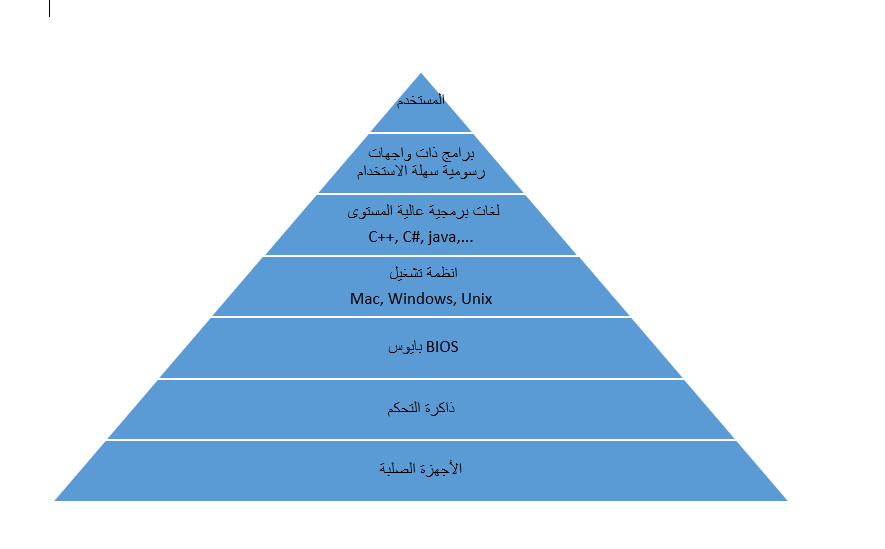
طبقات الحاسب الرئيسية. من المستخدم حتى الأجزاء الصلبة بالترتيب

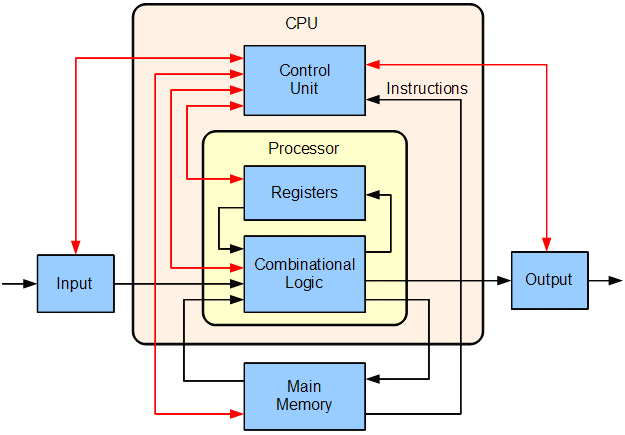
رسم تخطيطي لجهاز حاسوب أساسي مزود بوحدة معالجة مركزية أحادية المعالج. تشير الخطوط السوداء إلى تدفق البيانات، بينما تشير الخطوط الحمراء إلى تدفق التحكم. تشير الأسهم إلى اتجاه التدفق.

في هندسة الحاسوب، تُعد معمارية الحاسوب مجموعة من القواعد والأساليب التي تصف وظائف أنظمة الحاسوب وتنظيمها وتنفيذها. تشير بِنية النظام إلى هيكله من حيث المكونات المحددة بشكل منفصل لذلك النظام وعلاقاتها المتبادلة.
تعرّفها بعض تعريفات العمارة على أنها تصف القدرات ونموذج البرمجة للحاسوب ولكن ليس تنفيذًا معينًا. في تعريفات أخرى، تتضمن بنية الحاسوب تصميم هندسة مجموعة التعليمات، وتصميم البنية الدقيقة، والتصميم المنطقي، والتنفيذ.

## معمارية الحاسوب
مصطلح معمارية الحاسوب (أو بناء الحاسوب) يستخدم للدلاله على العلم الذي يدرس المفاهيم التي تربط بين المكونات المادية الملموسة للحاسب مع المكونات البرمجية ممثله في نظام التشغيل.
وقد عرّف العالم جين أمدال معمارية الحاسوب على أنها سمات الحاسوب (خصائص الحاسوب) التي تظهر مُبرمجةً في لغة التجميع، وتظهر في هيكلة المفاهيم والنماذج الوظيفية (البرمجية).
وقد كان مفهوم معمارية الحاسوب يرتكز على تصميم مجموعة التعليمات الموجهة للشبكات المحلية حتى ثمانينات القرن الماضي للتركيز بعدها على تصميم وحدة المعالجة المركزية والتسلسل الهرمي لوحدة الذاكرة ونظام الإدخال والإخراج والعمليات المتوازية بالإضافة إلى جوانب أخرى.

## الجوانب الرئيسية في عمارة الحاسوب
1- بناء مجموعة التعليمات
واجهة بين برامج الحاسوب والأجهزة، ويمكن أيضا أن ينظر إليها على أنها وجهة نظر مبرمج الجهاز. أجهزة الحاسوب لا يفهمون لغات عالية المستوى التي لديها عدد قليل، إن وجدت، وعناصر اللغة التي يترجم مباشرة إلى أكواد العمليات آلة الأم. أما المعالج يفهم فقط التعليمات المشفرة في بعض الأزياء العددي، وعادة ما الأرقام الثنائية. أدوات البرمجيات، مثل المجمعين، يترجم لغات المستوى العالي، مثل C، إلى تعليمات.
بالإضافة إلى التعليمات، يحدد ISA العناصر الموجودة في الحاسوب المتوفرة لبرنامج مثل أنواع البيانات والسجلات، ومعالجة الأوضاع، والذاكرة.
2- تنظيم الحاسوب (مثل P6, Netburst, AMD K8, Core)
تساعد منظمة الحاسوب تحسين المنتجات القائمة على الأداء. على سبيل المثال، مهندسي البرمجيات في حاجة إلى معرفة قدرة المعالجة من المعالجات. قد يحتاجون إلى تحسين البرمجيات من أجل الحصول على أكبر قدر من الأداء في أقل نفقة. وهذا يمكن أن تتطلب تحليلا مفصلا للغاية لمنظمة الحاسوب. على سبيل المثال، في فك الوسائط المتعددة، قد تحتاج المصممين لترتيب لمعظم البيانات التي تُعالَج في مسار البيانات أسرع.
تساعد منظمة الحاسوب أيضا التخطيط لاختيار المعالج لمشروع معين. مشاريع الوسائط المتعددة قد يحتاج الوصول إلى البيانات سريع للغاية، في حين أن البرنامج الإشرافي قد تحتاج المقاطعات السريعة. أحيانًا بعض المهام تحتاج مكونات إضافية أيضا. على سبيل المثال، جهاز حاسوب قادر على التمثيل الافتراضي يحتاج الأجهزة الذاكرة الظاهرية بحيث ذاكرة أجهزة الحاسوب محاكاة مختلفة يمكن أن تظل فصل. منظمة الحاسوب وميزات يؤثر أيضا استهلاك الطاقة والتكلفة المعالج.
3- التطبيق (عملية التنفيذ) (مثل PentiumIII, Celeron, Pentium4, Pentium Xeon, Core2)
وصفت مجموعة التعليم والهندسة المعمارية الصغيرة، يجب تصميم آلة العملية. وهذا ما يسمى عملية التصميم والتنفيذ. وعادة ما لا يُعد تنفيذ تعريف المعماري، وإنما الأجهزة التصميم الهندسي. تنفيذ يمكن تصنيف ذلك من أسفل إلى عدة خطوات:
- تنفيذ المنطق بتصاميم للقطع المحددة في هيكل النظام المصغر (في المقام الأول) ويكون بناء على المنطق.
- تنفيذ التصاميم على مستوى الترانزستور من العناصر الأساسية (البوابات وأجهزة الإرسال، الخ) وكذلك بعض الكتل الكبيرة (ALUs) التي يمكن تنفيذها على هذا المستوى، أو حتى (جزئيًا) في المادية مستوى، لأسباب تتعلق بالأداء.
- توجه التنفيذ الفعلي للدوائر المادية. توضع المكونات بدائرة مختلفة في المخططات أو على لوحة وتُوجَّه الأسلاك التي تربط بينها.
- تصميم اختبارات التحقق الحاسوب كليًا لمعرفة ما إذا كان يعمل في جميع المواقف وتوقيت. بمجرد أن يبدأ التنفيذ، وإثبات والتصميم الأول هو المحاكاة باستخدام محاكاة المنطق. ومع ذلك، وهذا عادة ما يكون بطيئًا جدا لتشغيل برامج واقعية. وهكذا، بعد إجراء التصحيحات، هي التي شيدت باستخدام النماذج الميدانية للبرمجة بوابة صالحة (التصميم بما). وقف العديد من المشاريع هِواية في هذه المرحلة. والخطوة الأخيرة هي لاختبار النموذج الأولي الدوائر المتكاملة. قد تتطلب الدوائر المتكاملة عدة يصمم لإصلاح المشاكل.